# Johann Rödl

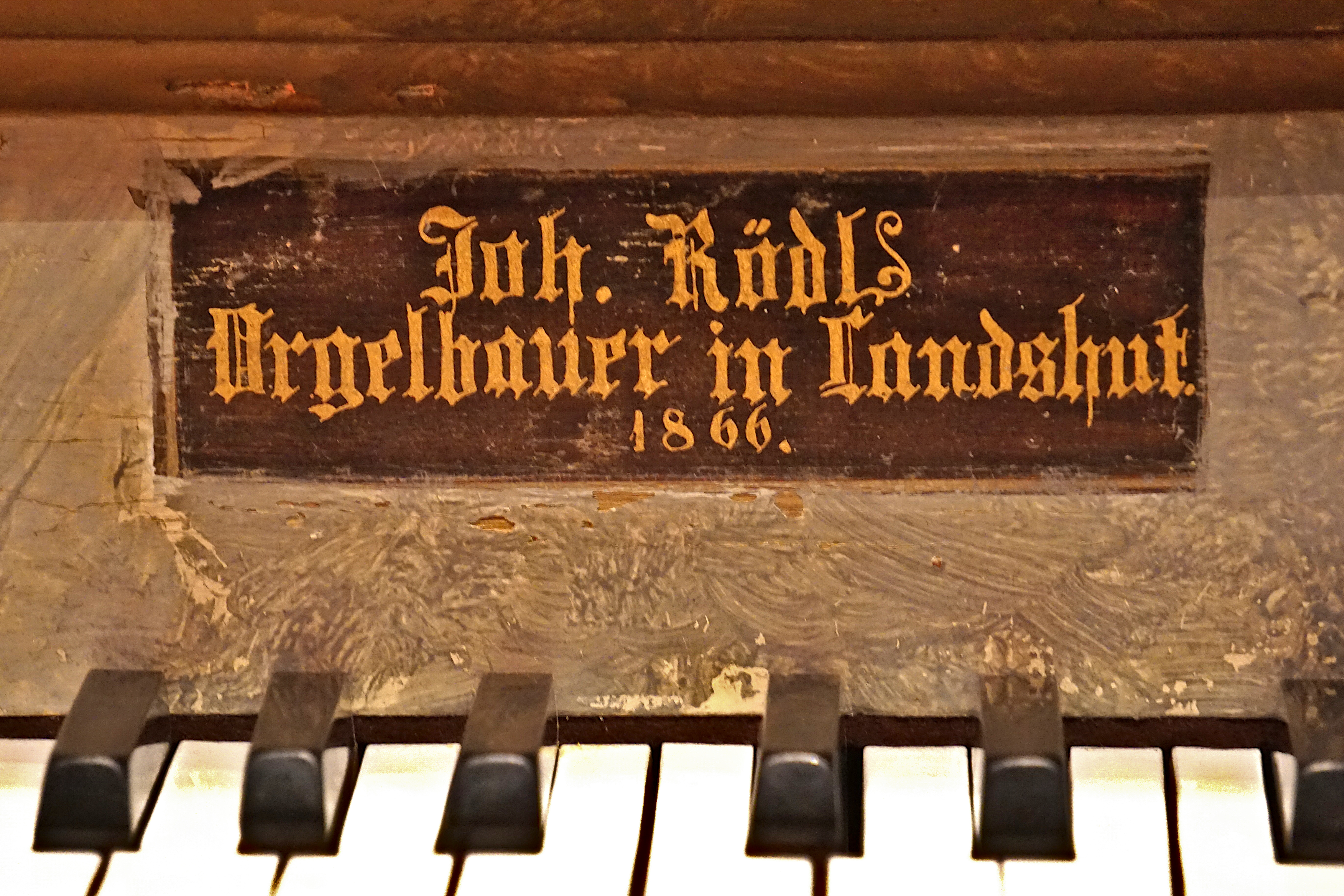
Firmenschild einer Rödl-Orgel

Johann Rödl, auch Johann Rödl Ehrlich (* 10. September 1818 in Wiesent; † um 1895) war ein deutscher Orgelbauer.

## Leben
Johann Rödl war unehelicher Sohn des Glasmachers Georg Rödl und der Orgelbauertochter Maria Ehrlich. Er erhielt eine Orgelbauerausbildung bei seinem Onkel Georg Adam Ehrlich d. Ä. (* 30. Dezember 1777 in Lauingen; † 30. Dezember 1848 in Passau). Am 4. Dezember 1850 legte er die Meisterprüfung für Orgelbauer I. Klasse ab. Zunächst war er kurz in Wörth tätig. Er ließ sich nach der Heirat mit der Eisenhändlerstochter Franziska Schlögl 1852 in Wiesent nieder. 1862 erhielt er in Landshut eine Konzession als Orgelbauer.

## Werke (Auswahl)
| Jahr  | Ort                          | Kirche                                 | Bild | Manuale | Register | Bemerkungen                              |
| ----- | ---------------------------- | -------------------------------------- | ---- | ------- | -------- | ---------------------------------------- |
| ~1850 | Bach an der Donau-Frengkofen | St. Bartholomäus                       |      |         |          |                                          |
| 1864  | Freising                     | Heiliggeistkirche im Heiliggeistspital |      | I/P     | 8        | um 1950 umgebaut, nicht erhalten → Orgel |
| 1865  | Seifriedswörth               | St. Peter und Paul                     |      | I/P     | 6        | nicht erhalten                           |
| 1866  | Goldern                      | St. Andreas                            |      | I/P     | 10       |                                          |
| 1866  | Artlkofen                    | St. Michael                            |      | I/P     | 5        | → Orgel                                  |
| 1867  | Postau                       | Mariä Himmelfahrt                      |      | I/P     | 8        |                                          |
| 1868  | Walperstetten                | St. Magdalena                          |      | I/P     | 3        |                                          |
| 1873  | Weihmichl                    | St. Willibald                          |      | I/P     | 7        | → Orgel                                  |
| 1876  | Ergolding                    | Mariä Heimsuchung                      |      | I/P     | 7        | nicht erhalten                           |
| 1880  | Martinshaun                  | St. Martin                             |      | I/P     | 6        |                                          |